# تشلتشیتسه
تشلتشیتسه (به چکی: Čelčice) یک منطقهٔ مسکونی در جمهوری چک است که در ناحیه پروستییوو واقع شده‌است. تشلتشیتسه ۴٫۹۱ کیلومتر مربع مساحت و ۵۶۱ نفر جمعیت دارد و ۲۰۹ متر بالاتر از سطح دریا واقع شده‌است.